# 밀리 환초
밀리 환초(Mili Atoll)는 태평양에 위치한 마셜 제도의 환초로, 라타크 열도에 속하며 92개 섬으로 구성된 환초이다. 마셜 제도를 구성하는 24개 입법 선거구 가운데 하나이며 아르노 환초에서 남동쪽으로 78km 정도 떨어진 곳에 위치한다. 육지 면적은 14.9km2, 석호 면적은 760km2, 인구는 1,032명(1999년 기준)이다. 마셜 제도에서 면적이 가장 넓은 섬이다.

## 역사

### 1차대전 이후
본디 마셜 제도는 독일 제국의 식민지였으나, 제1차 세계 대전에서 독일 제국이 패배하고 베르사유 조약이 체결됨에 따라서, 마셜 제도는 국제연맹의 결정에 따라서 일본 제국의 위임통치령이 되었다.

### 2차대전 이후
밀리 환초는 제2차 세계 대전이 발발하고, 일본군이 이곳에 군사기지와 비행장을 건설하면서 군사적 거점이 되었다. 밀리 환초는 과달카날 전역에 속하였으며, 마킨 환초와 인접하였다.
태평양 전쟁 당시 미군과 일본군이 이곳을 두고 여러 번 전투를 벌였다. 당시 이곳은 일본 제국 육군과 일본 제국 해군이 주둔하며, 미국 해군 및 미국 해병대로부터 방어하는 역할을 맡았다. 당시 병력의 규모는 일본 제국군이 약 6,000명가 방어군으로 주둔하고 있었다. 1944년 즈음, 연합국의 승리와 일본의 연이은 패전으로 인하여 밀리 환초는 고립되었고, 물자와 식량을 조달하는데 어려움을 겪었다. 이는 사기의 저하와 더불어, 부상자를 관리하는데도 부정적인 영향을 끼쳤다. 밀리 환초에 주둔하였던 일본 제국군은 일본의 항복 이후 항복 의사를 밝혔다.

### 일본군의 군사 요충지
제2차 세계 대전 이전 당시 일본의 최동단 지점에 위치한 일본의 극점 중의 하나였다. 일본국 정부와 조선총독부 간 어떠한 논의가 이뤄졌는지는 불명확하나, 1940년 이후 일본 제국은 조선인들을 군무원이라는 이름 하에 동원하여 밀리 환초에 전시노동력 공급을 시작하였다.

### 조선인 강제징용
밀리 환초에서 발생한 조선인 강제징용 및 식인 사건은 한동안 알려지지 않았으나, 2010년대에 와서 재조명되었고, 2025년에 본격적으로 대한민국 정부의 피해 신고 접수가 이뤄졌다.
밀리 환초 강제징용자였던 이인신의 증언에 따르면, 그와 함께 밀리 환초에 군무원으로 동원된 조선인들은 전라남도 출신 800명이라고 한다. 이들은 담양 40명, 순천 29명, 곡성·보성 17명, 광양 16명, 무안 13명, 광산·고흥 11명, 장흥·화순·나주 10명, 구례·영암 8명, 강진 7명, 해남 3명, 광주 3명, 목포 1명 등 전남 17개 시군에서 끌려왔다.
1942년 3월 말에 3개의 도에서 800명씩 모집된 조선인 2,400명이 부산에 모여 조선을 떠났으며, 중간에 두 차례에 걸쳐 각각 800명씩 내리고 밀리섬에는 최종적으로 800명이 도착했다. 이인신을 포함한 조선인들이 밀리섬에 도착했을 때는 이미 충청남도 출신 조선인들이 한 달 전에 도착해서 도로나 기숙사 등의 공사를 진행하고 있었다.
일본 방위성의 자료에 따르면 1944년 1월에 밀리 환초에는 5,328명이 거주하고 있었고, 이 중 일본의 육·해군이 각각 1,124명, 2,500명이었다. 일본군의 수를 제외하면 1,700여 명이 되는데, 이 인원은 원주민과 일본인 및 조선인 군무원의 숫자로 생각할 수 있다. 이와 같은 이인신의 증언과 일본의 자료를 바탕으로 밀리 환초에 군무원으로 동원된 조선인들의 수는 800명~1,000명이었을 것으로 추정된다. 밀리섬에 동원된 조선인 군무원들은 주로 비행장 건설 관련 작업을 담당했다. 활주로는 총 3개가 건설되었으며, 1943년 1월에 완성한 후 일본 항공대가 주둔하기 시작했다. 이와 함께 활주로 주변에 기숙사와 탄약고, 어뢰 격납고, 송신소, 수신소 등이 건축되었는데, 여기에도 조선인 군무원들이 동원되었다.

### 조선인 학살 및 일본군의 식인 강요
한편 아시아·태평양 전쟁이 격화되는 상황 속에서 말리 환초에 대한 미군의 공습이 1943년 11월부터 계속 이어졌고, 미군의 보급로 차단으로 인해 1944년 6월에 미군이 마셜 제도 대부분을 점령하게 되자, 밀리 환초의 보급이 중단되기에 이른다. 이때 말리 환초에 동원된 조선인은 열악한 식량 사정으로 인해 기아에 직면하게 된다. 이러한 상황 속에서 일본인들이 조선인 군무원들을 학살하는 사건이 일어났다. 그 계기는 일본인들이 조선인 인육을 먹고 그것을 고래고기라고 속여 다른 조선인들에게 먹인 것이었다.

### 조선인의 반란과 일본군의 진압
조선인 군무원들은 이러한 식인 행위에 대해 항의하였으나, 일본군은 이를 무참히 진압했다. 당시 체르본 섬에는 원주민 10여 명, 일본인 11명, 조선인 120여 명이 거주하고 있었는데, 조선인들은 일본인들을 죽이고 미군에게 항복할 계획으로 1945년 2월 28일에 일본인 7명을 살해했다. 그러나 일본인 4명 정도가 도망가서 다른 일본군들에게 이 사실을 알렸고, 다음날 15명 정도로 구성된 일본군이 체르본 섬에 들어와 보복하였으며, 기관총 등으로 조선인들을 집단학살했다. 이 과정에서 조선인 군무원 32명이 살해되고, 23명이 스스로 목숨을 끊었다.
국사편찬위원회가 발견한 미국 국립문서기록관청 자료에 따르면, 일본이 항복하고 미군이 밀리 환초로 진입할 무렵, 밀리 환초에 있었던 193명의 조선인 중 68명이 살아남았고, 미국 해군이 그들을 구조했다. 밀리 환초에 갔던 조선인 군무원들은 대부분 고향 땅을 밟지 못했다.
이러한 조선인 강제징용과 식인 사건에 대해서, 일본국 정부는 공식적인 입장 및 별다른 사과를 하지 않았다.

## 같이 보기
- 마셜 제도
- 태평양 전쟁
- 강제 징용
- 식인

## 참고 문헌
- 『남양군도 밀리환초(Mili Atoll)에서 학살된 강제동원 조선인에 대한 진상조사』, 대일항쟁기강제동원피해조사 및 국외강제동원희생자등지원위원회, 2011.
- 아시아태평양전쟁 말기 밀리환초(Mili Atoll) 동원 조선인의 저항과 피해
- 防衛廳防衛硏修所戰史室, 『戰史叢書-中部太平洋方面海軍作戰(2) 昭和17年6月以降』, 朝雲新聞社, 1973